# Jang Jün (politik)
Jang Jün (čínsky pchin-jinem YángYùn, znaky zjednodušené 杨恽, tradiční 楊惲, † 54 př. n. l.) byl čínský politik a básník chanské doby.

## Život
Jang Jü se narodil v 90. letech 1. století př. n. l., byl synem kancléře (čcheng-siang) Jang Čchanga († 74 př. n. l.) a dcery historika S’-ma Čchiena. Dostal vynikající vzdělání. Roku 71 př. n. l. vstoupil do státních služeb, přičemž těžil z vlivu bratra Jang Čenga. Byl rychle povyšován, pohyboval se v císařově doprovodu. Roku 66 př. n. l. se podílel na odhalení spiknutí rodu Chuo, císař ho odměnil titulem markýze z Pching-tchung (平通侯). Po dalších povýšeních zaujal funkci velitele císařské družiny (光祿勳, kuang-lu-sün), jednoho z devíti dvorských ministrů, přičemž zodpovídal za jmenování státních úředníků.
Studoval historii, jeho nejvýznamnějším činem bylo zveřejnění S’-ma Čchienových Zápisků historika, dosud uložených u rodiny Jangů.
Roku 55 př. n. l. však neustál dvorské intriky, když byl po obvinění z kritiky císař Wu-tiho zbaven funkce a vyloučen z úřednického stavu (tj. degradován na řadového poddaného). Usadil se na venkově, psal básně o potěšeních venkovského života, napsal mimo jiné svůj slavný dopis Odpověď Sun Chuej-cungovi, roku 54 př. n. l. byl však popraven.